# Vojvodina Koroška
Vojvodina Koroška (latinsko: Ducatus Carinthiae; nemško: Herzogtum Kärnten), samostojna vojvodina v Svetem rimskem cesarstvu ter pozneje dežela Avstrijske monarhije, je bila vojvodina v južni Avstriji in delih severne Slovenije. Leta 976 je bila ločena od vojvodine Bavarske in je bila prva na novo ustanovljena cesarska država po prvotnih nemških matičnih vojvodinah.
Koroška je bila samostojna vojvodina v letih od 976 do 1335. Sprva so ji vladali tuji vojvode, od 12. stoletja pa koroške rodbine, Eppensteinci, Spanheimi in Goriško-tirolski grofje, ki so prvotno zelo razdrobljeno ozemlje postopoma izoblikovali v teritorialno dokaj zaključeno deželnoknežjo oblast. Glavno mesto je bil vse do 16. stoletja Šentvid ob Glini, nato pa je to postal Celovec. Ko so ji leta 1335 zavladali Habsburžani, je Koroška postala ena od dežel Avstrijske monarhije.
Koroška je ostala država Svetega rimskega cesarstva do njegovega razpada leta 1806, čeprav je bila od leta 1335 pod avstrijsko oblastjo habsburške dinastije. Kot sestavni del habsburške monarhije in avstrijskega cesarstva je do leta 1918 ostala cislajtanska kronska dežela Avstro-Ogrske. S koroškim plebiscitom leta 1920 oktobra 1920 je glavno območje vojvodine tvorilo avstrijsko deželo Koroško.

## Uvod
Začetki zgodovine človeške poselitve Koroške segajo vse do pozne kamene dobe. V starem veku je bilo področje današnje avstrijske zvezne dežele Koroške, kakor tudi velik del Štajerske in Slovenije, del keltskega Noriškega kraljestva, prve znane državne tvorbe na tem področju, ki pa je bila kasneje pripojena Rimskemu imperiju, kot provinca Noricum. 
V drugi polovici 6. stoletja so se na Koroškem naselili Slovani ter postopno asimilirali romanizirane keltske staroselce. Med letoma 623 in 626 so se Alpski Slovani pridružili plemenski zvezi pod vodstvom frankovskega trgovca, kralja Sama. Po propadu slednje leta 658 je manjši del ohranil neodvisnost in postal kneževina Karantanija. Karantanski Slovani so si več kot 100 let vladali sami, v 8. stoletju pa se je začel v Karantaniji vedno bolj uveljavljati vpliv močne frankovske države, ki je bila takrat brez konkurence najmogočnejša evropska sila, in njenih podložnikov Bavarcev. Od leta 743 do 907 so nad Karantanijo vladali frankovski kralji in cesarji, kasneje je za nekaj časa postala del vojvodine Bavarske.

## Koroška kot samostojna vojvodina
Leta 976 je postala Koroška samostojna vojvodina znotraj Svetega rimskega cesarstva; cesar Oton II. je deželo ločil od vojvodine Bavarske in jo povzdignil v vojvodino; Koroški sta tedaj pripadali tudi Karantanska marka (ob srednjem toku Mure) in Savinjska marka ali Savnija (v Posavinju). Cesar je podelil koroškemu vojvodi tudi furlansko mejno grofovstvo, ki mu je dajalo oblast nad mejnimi grofijami Furlanija (s Posočjem in Spodnjo Vipavsko dolino), Istra in Kranjska (današnja Gorenjska in Notranjska). Tako je ustvaril obrambni pas, ki je segal od prelaza Semmering na vzhodu do Verone na zahodu.
Obsežna koroška ozemlja so bila podeljena cerkvi. Z zemljišči bogata nadškofija Salzburg je imela posesti tudi v Brežah (Friesach); koroške posesti bamberške škofije so z območja Beljaka segale v Kanalsko dolino; na ozemlju grofice Eme Krške, prvotno namenjenemu samostanu benediktink, je leta 1072 nastala od Salzburga odvisna krška škofija. Tu je bila še vrsta samostanov.
Prvi koroški vojvode so bili tujci, Bavarci in salijski Franki. Sami so posedovali na Koroškem komaj kaj ozemelj, zato so bili slabo zasidrani v deželi in jih je bilo lahko zamenjevati.

### Obdobje Eppensteincev
Leta 1012 je zadnji saški cesar Henrik II. podelil vojvodino v fevd domačemu plemiču iz rodbine Eppensteincev, ki je imela na območju vzhodnih Alp največ alodov, Adalberu Eppensteinskemu. Zanj je bilo usodno, da je leta 1024 na vladarski položaj prišel Konrad II. iz rivalske rodbine Salijcev. Kljub krčevitemu upiranju je Adalbero leta 1036 izgubil svoj položaj in bil izgnan. Vojvodsko oblast je prevzel cesar sam, za njim pa se je spet zvrstilo zaporedje tujcev, dokler ni zadnji med njimi, koroški vojvoda Bertold Zähringer v investiturnem boju prešel na papeževo stran. Tedaj je cesar Henrik IV. Koroško in Verono ponovno podelil v fevd Eppensteincu, Liutoldu (ali Liutpoldu, 1076-90), kateremu je sledil brat, Henrik III. Koroški (1090-1122)
.
Ker je bil na cesarjevi strani tudi oglejski patriarh, si je cesar ustvaril dokaj homogeno obrambno območje med Nemčijo in Italijo.
Na cesarju nasprotni, papeževi strani so bili cerkveni knezi, salzburški nadškof in krški škof, in sprva tudi rodbina koroških Spanheimov, ki je imela najbolj bogate posesti v Labotski dolini (kjer je ustanovila kasneje zelo pomemben samostan Sv. Pavla) in je občasno vršila upravniško službo v salzburški nadškofiji. Vojvoda Henrik III. Koroški, ki je bil brez nasledstva, je postal krstni boter najmlajšega sina Engelberta I. Spanheimskega, Henrika, kar je prav gotovo vplivalo na to, da ga je ta nasledil na koroškem vojvodskem prestolu. 

### Obdobje Spanheimov
Cesar Henrik V. je po smrti Henrika III. Koroškega podelil Koroško in Furlanijo v fevd njegovemu krščencu, ki je postal koroški vojvoda Henrik IV. Koroški (1122-23) in furlanski mejni grof. Spanheimi pa niso podedovali bogatih eppensteinskih alodov, ki so pripadli rodbini štajerskih Traungaucev. Karantanska marka je bila tedaj izločena iz obsega vojvodine Koroške.
Henrik IV. je umrl že naslednje leto in sledila sta mu starejši brat Engelbert (1123-35) in sin slednjega, Ulrik I. (1135-44), ki sta ohranila tudi mejno grofovstvo v Veroni. Od leta 1138 so bili Spanheimi podporniki novih cesarjev, Staufovcev, in v sporu s papežu naklonjenimi škofi. Oblikovanje kolikor toliko zaključene deželne kneževine so jim oteževale obsežne cerkvene posesti z imunitetnimi pravicami, ki so izvirale iz časov Karla Velikega in Otona I., in močan položaj deželnega plemstva, med katerimi so bili na Zgornjem Koroškem najpomembnejši grofje Goriški in Ortenburški in na Spodnjem Koroškem grofje Vovbrški.
Ulrikov sin Henrik V. Koroški (1144-61) je nastopil vojvodstvo mladoleten in je leta 1152 izgubil mejno grofovstvo v Veroni (v korist strica Hermana III. Badenskega), pridobil pa je pravico do upravljana s krško škofijo. Njegov brat Herman (1161-81) je bil zelo uspešen pri uveljavljanju deželne oblasti. Pridobil je pravico upravljanja z bamberškimi cerkvenimi posestmi na Koroškem. Vojvodsko rezidenco si je ustvaril v Šentvidu ob Glini, ki je kmalu vzcvetel v glavno mesto Koroške. Ustanovil je tudi Celovec na prvotni lokaciji ob Glini. Svoj drugi zakon je sklenil s hčerko avstrijskega vojvode Henrika Jazomirgota (vdovo po madžarskem kralju Štefanu III.), Agnezo († 1182).
Njun prvi sin Ulrik II. (1181-1202) je nastopil vladanje mladoleten pod regentstvom svojega strica, avstrijskega vojvode Leopolda V. Leta 1186, ko so potekala na Georgenbergu ob Aniži pogajanja o dediščini Traungaucev, tako ni imel nobenih možnosti, da bi uveljavljal spanheimske interese. Od leta 1194, ko je vladal sam, je podpiral Staufovce, se leta 1197 udeležil križarskega pohoda v Sveto deželo, tam zbolel in se leta 1199 odpovedal vladanju v korist svojega mlajšega brata Bernarda.
Bernard (1199/1202-1256) je bil eden najpomembnejših koroških vojvod. Sam se je imenoval princeps terrae; znal je utrjevati svojo deželnoknežjo oblast. Dobro je sodeloval s svojimi ministeriali in člane njihovih družin postavil na vodilne položaje. S pametno politiko pridobivanja ozemelj, ki se ni izogibala trdoti, je prišel do posesti ali vsaj nadzora nad pomembnimi cestami in prelazi; povečal je deželne dohodke s carinami in kovanjem denarja. Pospeševal je gradnjo mest. Za zavarovanje poti preko Ljubelja na Kranjsko je prestavil Celovec na današnjo (nepoplavno) lokacijo in ga dal utrditi z visokim obrambnim zidom.
Ves čas si je prizadeval utrditi tudi položaj na Kranjskem, kjer so imeli Spanheimi posesti v Ljubljani in na Dolenjskem. Leta 1234 je ustanovil cistercijanski samostan Kostanjevica. Potem ko je poročil sina Ulrika z vdovo avstrijskega vojvode Friderika Bojevitega, Agnezo (†1263) iz rodbine Andechs-Meran, dedinjo velikih posesti na Kranjskem, se je zdelo, da imajo Spanheimi deželno gospostvo na Kranjskem tako rekoč zagotovljeno.
A dogodki so se odvijali za Bernardovega naslednika, Ulrika III. (1256-69), neugodno. Ulrik je kmalu izgubil oba otroka. Njegov brat Filip, ki je bil leta 1247 izvoljen za salzburškega škofa, se ni odločil za posvetitev, ker ni hotel zapraviti možnosti nasledstva v vojvodini. Leta 1257 ga je stolni kapitelj odstavil. Dokončno je bil njegov škofovski položaj izgubljen leta 1265, ko je češki kralj Otokar II. Přemysl postavil za škofa sovjega nečaka Vladislava.
Otokar II. je v času brezvladja v Svetem rimskem cesarstvu, potem ko je izumrla dinastija Staufovcev, najprej zavladal v Spodnji in Zgornji Avstriji in leta 1261 z mirom na Dunaju dobil tudi Štajersko. Vse bolj je pritiskal na koroškega vojvodo, ki mu je leta 1268 v skrivni dedni pogodbi iz Podiěbrada zapustil, na škodo brata Filipa, vse svoje dežele, alode in fevde. Otokar je po Ulrikovi smrti z vojsko zasedel Koroško in Kranjsko. Novi nemški kralj Rudolf I. Habsburški je leta 1275 ozemlja Filipu sicer vrnil, a Filipova oblast je bila le naslovna, nikdar je ni mogel uveljaviti. Leta 1279 je tudi on umrl brez potomcev.

### Obdobje Majnhardincev
| Ustoličenje grofa Majnharda na koroškem knežjem kamnu | Ustoličenje grofa Majnharda na koroškem knežjem kamnu | Ustoličenje grofa Majnharda na koroškem knežjem kamnu | Ustoličenje grofa Majnharda na koroškem knežjem kamnu | Ustoličenje grofa Majnharda na koroškem knežjem kamnu |
| --- | ----------------------------------------------------- | ----------------------------------------------------- | ----------------------------------------------------- | ----------------------------------------------------- |
| |                                                       |                                                       |                                                       |                                                       |
| Ustoličenje grofa Majnharda za koroškega vojvodo, 1. septembra 1286, je podrobno opisal zgodovinar Janez Vetrinjski v svoji knjigi Liber certarum historiarum |                                                       |                                                       |                                                       |                                                       |

Nemški kralj Rudolf I. Habsburški je po porazu in smrti Otokarja II. Koroško in Kranjsko namenil svojemu močnemu in sposobnemu zavezniku Majnhardu II. Tirolskemu (IV. Goriškemu)
.
Leta 1279 mu je prepustil v zastavo Kranjsko s Slovensko marko in Savnijo, leta 1286 pa mu je dal v fevd še vojvodino Koroško. Majnhard (1286-95) je Koroški vladal s Tirolskega.
Leta 1292 je prišlo (v sklopu mednarodne koalicije, naperjene proti oblasti Habsburžanov in Majnhardincev) do upora koroškega plemstva pod vodstovm vovbrškega grofa Ulrika II. in ob podpori salzburškega nadškofa. Uporniki, ki so si vzeli za talca Majnhardovega sina Ludvika, so bili v bitki na Wallensbergu marca 1293 premagani.
Trije Majnhardovi sinovi Oton (†1310), Ludvik (†1305) in Henrik VI. Koroški (1295-1335) so vladali skupaj. Nemški kralj Adolf Nassavski jim je odklonil obnovitev fevdov, takoj po svoji zmagi pa jim jih je potrdil njegov habsburški naslednik, kralj Albert I., poročen z njihovo sestro Elizabeto. Bratje so bili sprva zvesti habsburški politiki. Ko pa se je leta 1307 Henrik začel potegovati za prestol češkega kralja, so habsburške čete zasedle Koroško.
Henrik na Češkem ni uspel. Za umik iz Koroške je moral Habsburžanom prepustiti Savnijo, ki odtlej pripada Štajerski.
Nadaljnja politična usoda Koroške je bila podrejena interesom velikih sosednjih dinastij (bavarskih Wittelsbachov, čeških Luksemburžanov in avstrijskih Habsburžanov) za Tirolsko in za pridobitev nadzora nad potmi in alpskimi prelazi iz srednje Evrope v Italijo. Pri tem je bilo pomembno, da Henrik VI. in njegova brata niso imeli nobenega moškega naslednika. Potem ko so Luksemburžani dosegli prednost, poročili češkega princa Ivana Henrika s hčerko Henrika VI. Koroškega, Margareto, in prodrli v severno Italijo, je nemški kralj in cesar Ludvik Bavarec sklenil s Habsburžani skrivno pogodbo, po kateri naj bi Tirolsko zadržal zase, Koroško pa dal po Henrikovi smrti v fevd Habsburžanom. V skladu s to pogodbo je Koroška leta 1335 prišla pod vladavino Habsburžanov.

## Po letu 1335
Po letu 1335 so Habsburžani Koroški vladali skupaj z drugimi dednimi avstrijskimi deželami; sčasoma je bila organizacijsko, skupaj s Štajersko, Kranjsko in posestmi blizu Jadrana, vključena v Notranjo Avstrijo.
Do 18. stoletja je bila zgodovina Koroške zaznamovana predvsem s turškimi vojnami, kmečkimi upori, reformacijo in protireformcijo. Pod cesarico Marijo Terezijo so se konec 18. stoletja izpeljale prenove, ki so omejile moč plemiških stanov in zagotovile kmetom pravico do lastnine. Koroška je izgubila svojo upravno samostojnost, vladalo se ji je neposredno z Dunaja. Za časa napoleonskih vojn je Gornja Koroška pripadala Franciji, kot del Ilirskih provinc. Leta 1813 je bila celotna Koroška ponovno pod Avstrijo, tokrat kot del novoustanovljenega habsburškega Ilirskega kraljestva. 
Po revolucionarnem letu 1848 si je Koroška ponovno pridobila samostojnost in ozemeljsko celovitost znotraj Avstrijskega cesarstva. Od leta 1867 do 1918 je bila kronska dežela Avstro-Ogrske. Po 1. svetovni vojni se je Koroška razdelila: južni del (Mežiška dolina, Jezersko) je pripadel Sloveniji, jugozahodni del (Kanalska dolina) je pripadel Italiji, daleč največji del po koroškem plebiscitu pa je pripadel novoustanovljeni Republiki Avstriji, kot zvezna dežela Koroška.